# كوبان (النوبة)

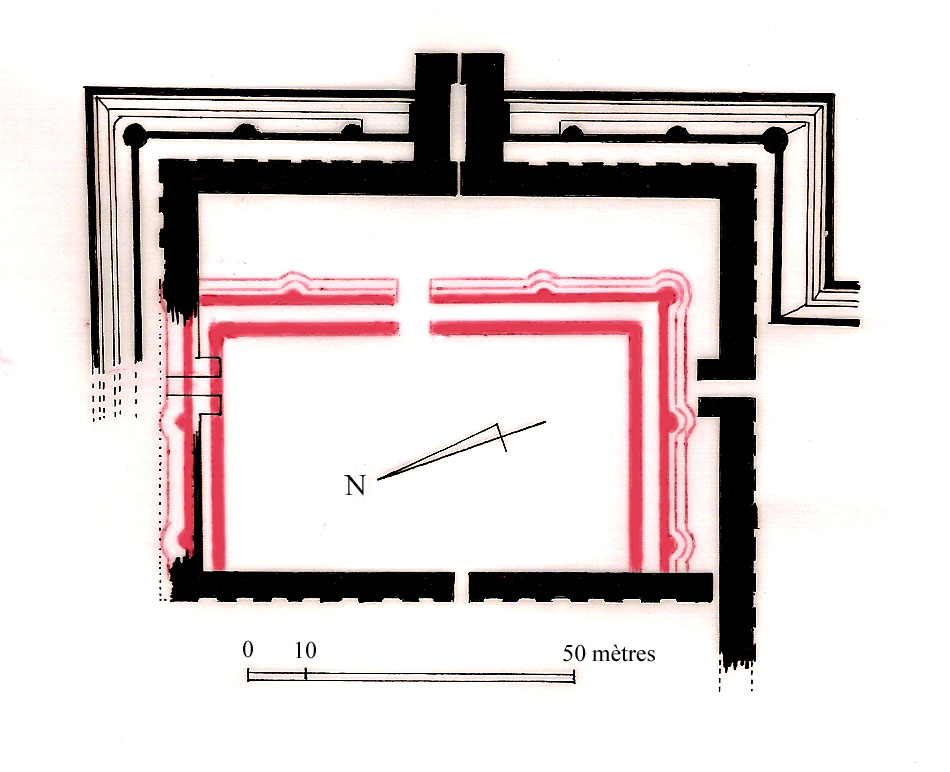
خريطة حصن كوبان

كوبان هو موقع إحدى الحصون المصرية القديمة في النوبة بمحافظة أسوان، مصر، أنشأها المصريون القدماء للدفاع عن حدودهم الجنوبية والسيطرة على طرق التجارة التي تمر عبر النيل من السودان وإفريقيا.
تعود التحصينات الأولى إلى عصر المملكة المصرية القديمة، ولكن تم توسيعها في عصر المملكة المصرية الوسطى وتظهر، على الرغم من حجمها المتواضع، تشابهًا كبيرًا مع حصن بوهين. نجد الخندق والجدار الأول متبوعًا بجدران ذات حواف مدببة تحيط بها عدة حصون.

## تاريخ
كانت من أولى الحصون المصرية (إن لم تكن الأولى) في النوبة، تأسست حوالي عام 1900 قبل الميلاد. وأنها سابقة لبوهين التي كانت موجودة بالفعل في السنة الخامسة من حكم سنوسرت الأول. وهي في منطقة بوهين الشمالية.
تم إخلاؤها حوالي عام 1650 قبل الميلاد أثناء بداية احتلال الهكسوس لمصر.